# ロアノーク (バージニア州)

州内の位置

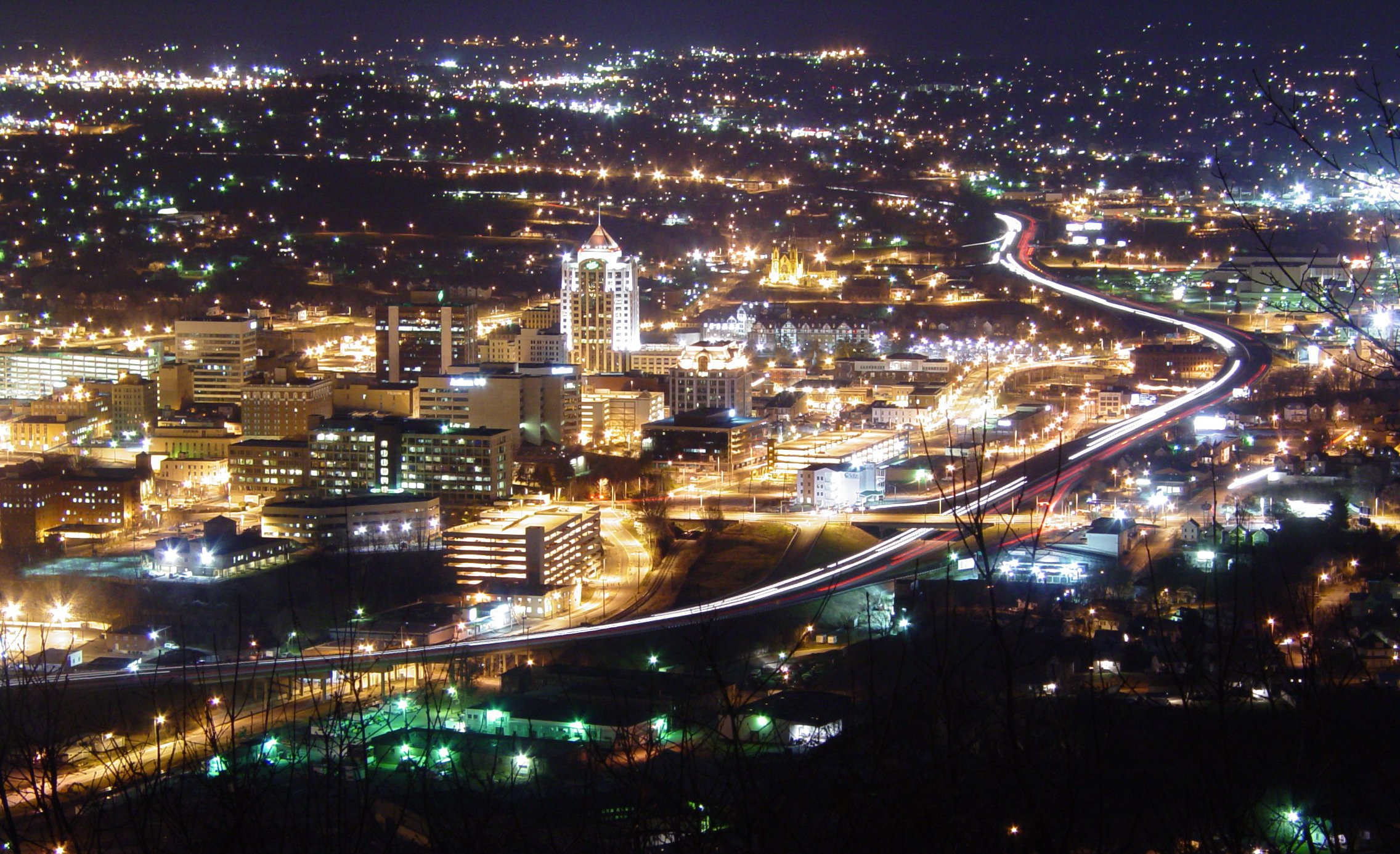
ロアノークの夜景

ロアノーク（英語：Roanoke）は、アメリカ合衆国バージニア州の中央に位置する独立都市である。人口は10万0011人（2020年）。アパラチア山脈の一部を成すブルーリッジ山脈中に位置する
「ロアノーク」は、この地に先住するアルゴンキン語族インディアンの言葉で「貝のお金」という意味である。愛称は「スター・シティ」（Star City）。

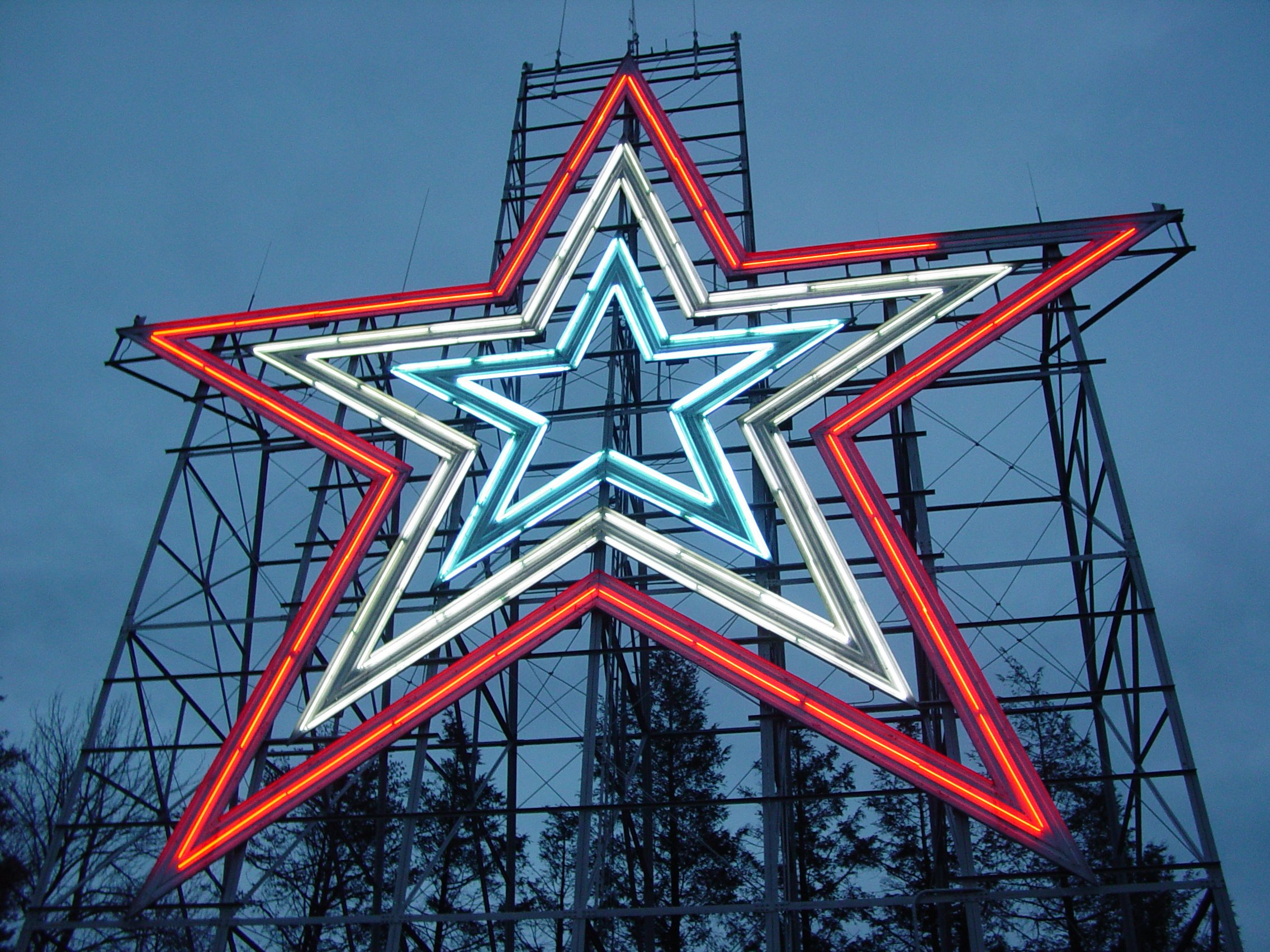
ミル・マウンテン・スター

## ミル・マウンテン・スター
スター・シティという愛称は、1949年に造られたミル・マウンテン・スター（Mill Mountain Star）という世界で2番目に大きい星形のイルミネーションに因むものである。テキサス州にある世界最大の星形のイルミネーションは地面に水平に設けられているので、ミル・マウンテン・スターは世界最大の起立した星形のイルミネーションということになる。

## 芸術・歴史・文化
ロアノークはいくつかの芸術、文化、歴史の本拠地である。

### 博物館
センター・イン・ザ・スクエア(Center in the Square )は1983年12月9日、ロアノークのダウンタウンの市設市場近くに地域活性化の一環として開館した。このセンターには地域の歴史的展示物や手工芸品などを展示したり一般から専門家まで幅広く利用できる図書館を含むバージニア西部歴史博物館(History Museum of Western Virginia )を有している。またさらにバージニア西部科学博物館(Science Museum of Western Virginia )、ホプキンス・プラネタリウムも含まれる。科学博物館にはPBSのスラッシュ・コールマンのスペシャル番組『ザ・ネオン・マン・アンド・ミー』で特集された地元のマーク・ジャミソンの業績に焦点を当てたネオンサイン装置が常設されている。
以前センター・イン・ザ・スクエアに含まれていたターブマン美術館は移転された。この美術館は19世紀から20世紀のアメリカの美術品、近現代の美術品、装飾芸術および紙媒体の芸術を特徴とし、地域および国の重要な展示物を公開している。75,000平方フィート(7,000平方メートル)の新しい会場はフランク・ゲーリーの下で働いたことがありロサンゼルスを拠点に活動するランドール・スタウトにより設計された。2008年11月8日に開館した。施設のデザインは鋭い角度を特徴とし既存の建物とあまりに異なるため、大胆でロアノークをリフレッシュさせたという賛成派と、独特で奇抜であるという反対派に分かれた。また多くのロアノークの芸術組織が金融問題に差し掛かった時、建設費について危惧された。アドヴァンス・オート・パーツを設立したターブマン家は1520万ドルを寄付した。そのため美術館はターブマン美術館と名称を変更した。
バージニア交通博物館はノーフォーク・アンド・ウエスタン611やノーフォーク・アンド・ウエスタン1218の蒸気機関車を含むロアノーク製造の多くの機関車や他の鉄道車両を有している。また航空、自動車、バスなども展示されている。
ロアノークの名所であり以前の鉄道駅が主催するO・ヘンリー・リンク博物館は2004年からO・ヘンリー・リンクの蒸気機関車の時代の後期の鉄道写真を公開した。
ハリソン・ミュージアム・オブ・アフリカンアメリカン・カルチャー(Harrison Museum of African-American Culture )はロアノークのアフリカンアメリカンの地域社会の歴史や文化を展示しており、ロアノークのゲインズボロの以前学校だった場所に位置する。メジャー・ケンプ・ゲインズが創設したゲインズボロは1835年タウンシップを請願し分けられた。ハリソン・ミュージアムはバージニア西部美術館が移転した後センター・イン・ザ・スクエアに移転する予定である。

### 芸術
地方劇場であるミル・マウンテン・シアターはセンター・イン・ザ・スクエアの一階にある。その名の通り当初シアターは1964年から1976年に火災で焼失するまでミル・マウンテンにあった。劇場には、大規模な公演のためのメイン・ステージと、その他のライヴ・イベントとともにより斬新でより実験的な公演を行うウォルドロン・ステージと呼ばれる小規模な実験劇場がある。最も有名なイベントは年に1度の脚本の新作のフェスティバルと、毎週金曜日夜11時にオリジナル、5分以内、物・人・場所及び法律など何も壊さなければどんなパフォーマンスでも構わない『ノー・シェイム・シアター(恥知らず劇場)』がある。ミル・マウンテン・シアターは以前ダウンタウンのホテルであった場所にアトリエがある。シアターは負債を抱え寄付金が充分に集まらず現在閉鎖中であるがアニーJr.の公演で2009年12月に再開する。
ロアノーク市民センターのホールと現在ロアノーク・パフォーミング・アーツ・シアターとして知られている改築された劇場はコンサート、ブロードウェイ劇場公演、ミス・ヴァージニア・ページェントなど他のイベントを行う。最初の常設の芸術作品は、パーセント・フォー・アートの基金で劇場の前に立っている。2008年に公表された30フィートのステンレス鋼彫刻の『イン・マイ・ハンズ』は100以上の作品があるパブリック・アート・カタログの1つでボルチモアのアーティストであるロドニー・キャロルの作品である。
2001年5月にジェファーソン・センターにオープンしたシャフトマン・パフォーマンス・ホールは、ロアノークのパフォーミング・アートの象徴となる。シャフトマン・ホールでは秋から春のコンサートやその他のパフォーマンスだけでなく、その他のエンターテイメント・イベントや講義なども行われる。ジェファーソン・センターは、以前ロアノークのジェファーソン高校であり、現在は文化団体のためにオフィスと表示スペースを所有する。
2006年11月に旧デュマ・ホテルは芸術的、文化的発達のためにデュマ・センターとして再開した。ホテルはファースト・ストリートNW(通称ヘンリー・ストリート)に位置する。ロアノーク中心部から鉄道の線路の向こうに位置しており、ヘンリー・ストリートは人種差別廃止以前のロアノークのアフリカ系アメリカ人コミュニティの商業的、文化的な中心地であった。ルイ・アームストロング、エセル・ウォーターズ、カウント・ベイシー、デューク・エリントン、ナット・キング・コールロアノークで公演を行った際、デュマ・ホテルが使用された。改装されたデュマ・センターは、180席以上のホール、ダウンタウン・ミュージック・ラボというレコーディングスタジオ、10代への音楽教育センター、デュマ・ドラマ・ギルド、オペラ・ロアノークの事務所を所有する。
ロアノーク・シンフォニー・オーケストラはシャフトマン・ホール、セイラム市民センター、ロアノーク市民センターで公演を行う。現在の指揮者デイビッド・ワイリーと彼の前任者ビクトリア・ボンドはロアノーク・シンフォニー・オーケストラを全国区にした。
ロアノーク南西のグランディン・ヴィレッジのグランディン・シアターは、定期的にアート系映画、家族向け映画、大衆映画を上映する。1976年から1983年、グランディン・シアターはミル・マウンテン・シアターの本拠地であった。
ヴァージニア・ウエスタン・コミュニティ・カレッジのホイットマン・ホールで公演を行うヴァージニア・ウエスタン・シアターはオリジナル作品を上演すること、1968年から劇場作品を上演していることで知られている。
ロアノークには1951年からショータイマーズ・コミュニティ・シアターがある。2007年、スター・シティ・プレイハウスはウィリアムソン・ロードに面した劇場で公演を開始した。

## 交通
- ロアノーク駅は、アムトラックのターミナル駅である。
- 市の西側を州間高速道路81号線が通っている。
- 郊外にロアノーク地域空港（IATA：ROA）がある。

## 姉妹都市
- フロリアノポリス、ブラジル
- オポーレ、ポーランド
- プスコフ、ロシア
- キスム、ケニア
- 原州市、大韓民国
- サン＝ロー、フランス

## 観光名所
- ミル・マウンテン・スター
- ブルーリッジ・パークウェイ
- ホテル・ロアノーク
- グランディン・ヴィレッジ (Grandin Village )
- ホリンズ大学 (Hollins University )
- ミル・マウンテン動物園 (Mill Mountain Zoo )
- O・ウィンストン・リンク博物館 (O. Winston Link Museum )
- オールド・サウスウエスト・ネイバーフッド (Old Southwest Neighborhood )
- ロアノーク・ヒストリック・ファーマーズ・マーケット (Roanoke Historic Farmers Market )
- ロアノーク・ウェイナー・スタンド (Roanoke Weiner Stand )
- ロアノーク消防署 (Roanoke's Historical Fire Station #1 )
- セント・アンドリューズ・カトリック教会 (St. Andrews Catholic Church, State and National Landmark )
- テキサス・タヴァーン (Texas Tavern )
- ヴァージニア・エクスプロア公園 (Virginia's Explore Park )